# Dave Finbow
Dave Finbow, angleški igralec snookerja, * 27. februar 1968, Worcester, Anglija.
Finbow prihaja iz Worcesterja. V svoji karieri je uspel na kolena spraviti nekatera velika imena športa, kot so Ronnie O'Sullivan, Ken Doherty in James Wattana. Na jakostnih turnirjih se je petkrat v karieri uvrstil v četrtfinale, redno se je uvrščal tudi v osmine finala jakostnih turnirjev.
Sčasoma so njegovi dosežki opešali, kar gre delno pripisati njegovim napadom tesnobe, zaradi katerih se je počutil slabo in se ni bil sposoben zbrati med dvoboji. Kljub temu da je jemal predpisana zdravila in preizkušal različne rešitve, ni nikoli zares uspel pozdraviti težave. Na turnirju UK Championship 2001 je porazil Davida Graya in Dava Harolda, kar je pomenilo, da se je v osmini finala pomeril z Ronniejem O'Sullivanom. Med dvobojem z O'Sullivanom je doživel posebno močan napad tesnobe, zaradi katerega je bil pri rezultatu 0-8 v O'Sullivanovo korist prisiljen predati dvoboj. Po dvoboju je naznanil konec igralske kariere , vendar si je kasneje premislil in z igranjem snookerja vztrajal do konca sezone 2003/04.